# 재채기

재채기한 장면을 녹화한 모습

재채기는 코 속의 신경이 자극을 받아 순간적으로 격렬하게 숨을 뿜어내는 행동이다. 코 속의 이물질을 배출하는 역할을 한다. 평소보다 자주 재채기를 하는 것은 알레르기 또는 감기 등으로 인한 증상일 수 있다. 재채기를 할 때 허파와 기도의 근육들이 움직이는데, 이때 공급된 에너지의 약 25%만이 운동 에너지로 바뀌고 그 나머지인 약 75%는 열 에너지로 바뀌기 때문에 체온이 순간적으로 올라간다.재채기를 할 땐 눈을 뜰 수 없다.

## 같이 보기
- 기침 - 재채기는 코 속의 신경이 자극을 받아 일어나는 반면, 기침은 기도의 점막이 자극을 받아 일어난다.
- 알레르기